# Els miserables (pel·lícula de 1917)
Els miserables (títol original en francès: Les Misérables) és una de les moltes versions filmades de la novel·la homònima de Victor Hugo. És una pel·lícula muda estatunidenca de 1917 dirigida per Frank Lloyd, coescrita per Lloyd i Marc Robbins, i produïda per William Fox, estrenada el 3 de desembre de 1917. Fou protagonitzada per William Farnum, Hardee Kirkland i George Moss.

## Argument

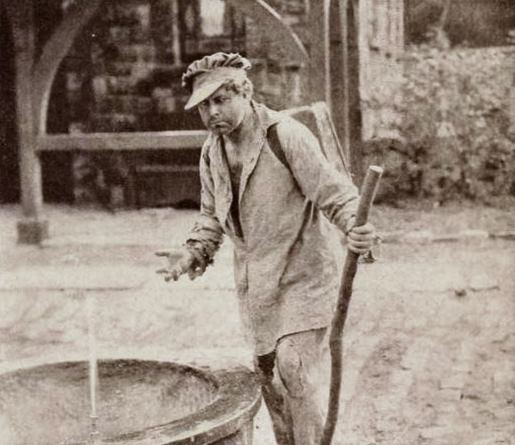
Escena de la pel·lícula

Jean Valjean és un pagès francès que passa gairebé vint anys a la presó per haver robat una barra de pa per alimentar la seva família, i després, quan el seu "passaport groc" (que se li va donar a causa de la seva condició de criminal condemnat) ho fa gairebé impossible, per tal de construir-se una nova vida, roba plata a un bisbe catòlic amable que li havia donat un àpat i un lloc per dormir. Quan la policia el troba amb la plata, el retornen al bisbe per confirmar el robatori, però el bisbe sorprèn Valjean dient-li a la policia que la plata havia estat un regal, i després afegint els seus canelobres de plata, dient que Valjean els devia haver deixat enrere per error. perquè formaven part del regal. Valjean utilitza els diners per començar una nova vida amb un nou nom i, finalment, esdevé alcalde d'una petita ciutat, però l'inspector de policia Javert sospita de Valjean i treballa sense descans per revelar la seva veritable identitat i els seus crims passats.

## Repartiment
- William Farnum com Jean Valjean
- Hardee Kirkland com Javert
- George Moss com el Bisbe
- Gretchen Hartman com Fantine
- Jewel Carmen com Cosette
  - Kittens Reichert com Cosette (infant)
- Harry Spingler com Marius Pontmercy
- Edward Elcott i Mina Ross com les Thénardiers
- Anthony Phillips com Gavroche
- Dorothy Bernard com Éponine

## Antecedents i producció

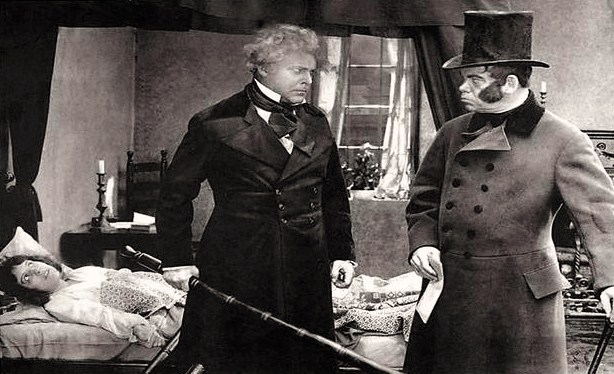
Escena de la pel·lícula

Fins i tot quan es va crear aquesta pel·lícula el 1917, ja hi havia hagut "almenys una dotzena" d'adaptacions cinematogràfiques d'aquesta novel·la de Victor Hugo. Només una part de la novel·la es va incloure al guió, però incloïa alguns dels esdeveniments "més famosos", com ara la història del bisbe que va regalar a Valjean els seus canelobres de plata per començar una nova vida, i la rebel·lió al carrer que va formar part de la rebel·lió de juny de 1832.

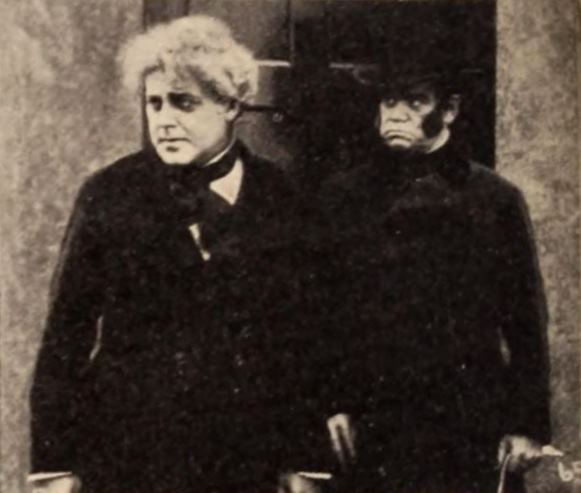
Escena de la pel·lícula

William Farnum era "l'atracció de taquilla masculina més gran de Fox" quan es va fer la pel·lícula, i havia aparegut anteriorment a l'adaptació cinematogràfica de 1917 per Lloyd de la novel·la de Charles Dickens de 1859 Una història de dues ciutats.

## Recepció
Com moltes pel·lícules estatunidenques de l'època, Les Misérables va ser sotmesa a retallades per part de les juntes de censura de pel·lícules de la ciutat i de l'estat. Per exemple, la Junta de Censors de Chicago va tallar els dos intertítols "Per què t'has de morir de gana quan ets prou jove per atreure'm?" i "I encara sou jove per atreure".